# Прощание с Орфеем
Прощание с Орфеем (англ. Farewell to Orpheus) — фонтан с бронзовой фигурой Эвридики, находящийся на территории кампуса Университете штата Орегон Портленде в США.

## История
Фонтан с изображением жены легендарного мифического певца и музыканта Орфея был создан бывшим профессором искусств, скульптором в Университете штата Орегон в Портленде Фредериком Литтманом в 1968 году; расположен на улице Southwest Montgomery Street в Южном парке. Фонтан является одним из четырёх, находящихся на содержании университета, наряду с аллеей Walk of Heroines рядом с Хоффман-холлом (Hoffman Hall), фонтаном перед зданием Student Health and Counseling Building и ещё одним фонтаном на городской площади.
Скульптура Эвридики, отлитая из бронзы, была установлена в центре фонтанного бассейна в 1973 году в рамках реализации программы по обновлению территории города в Южном парке. Скульптура полулежащей обнажённой нимфы на каменном основании окружена водой, прокачанный объём которой в течение часа составлял 227 галлонов. С 1990-х годов вода была отключена, фонтан осушен. В 2009 году Портлендский университет восстановил работу фонтана. Его ремонт обошелся в 6000 долларов и включал установку новых фонтанных головок, светильников и электропроводки; также была произведена герметизация чаши бассейна. После этого фонтан получил имя «Прощание с Орфеем» и был включён в туристические пешеходные экскурсии по городу.
Бассейн фонтана имеет многоугольную форму, выложенную плиткой. Площадка вокруг него также выложена плиткой и асфальтирована. Имеются деревянные лавочки для сидения.